# Novö Piano
Novö Piano è un album di cover fatte con il pianoforte di hit degli anni '90/2000 di vari artisti del direttore d'orchestra nonché pianista francese Maxence Cyrin pubblicato nel 2009.
Nel 2015 è stato pubblicato Novö Piano II come seconda parte del progetto.

## Tracce
1. Where Is My Mind? – 2:44
2. D.A.N.C.E. – 2:49
3. Ivo – 3:59
4. Only Shallow – 3:38
5. Around the World – 3:31
6. No Cars Go – 4:02
7. Lithium – 3:54
8. Kids – 3:01
9. Triangle – 2:52
10. Crazy In Love – 3:52